# East Baton Rouge megye
East Baton Rouge megye az Amerikai Egyesült Államokban, azon belül Louisiana államban található. Megyeszékhelye és legnagyobb városa Baton Rouge. Lakosainak száma 456 781 fő (2020. április 1.). East Baton Rouge megye East Feliciana, Ascension, St. Helena, West Feliciana, West Baton Rouge, Iberville és Livingston megyékkel határos.

## Népesség
A megye népességének változása:
| Lakosok száma | 440 856 | 441 523 | 444 275 | 445 227 | 446 753 | 456 781 |
|               | 2010    | 2011    | 2012    | 2013    | 2015    | 2020    |